# Hochzeitshaus (Bad Sooden-Allendorf)
Das Hochzeitshaus ist ein historisches Gebäude in der Altstadt von Bad Sooden-Allendorf. Das Gebäude aus dem 17. Jahrhundert ist ein Baudenkmal und gilt als „ein besonders wichtiges Gebäude für die Stadtgeschichte“.

## Geschichte
Das Haus wurde in den Jahren 1667/68 erbaut, nachdem der Vorgängerbau beim Überfall der Kroaten während des Dreißigjährigen Krieges am 27. April 1637 niedergebrannt war. Das Gebäude diente als Versammlungsort der Ratsherren, Pfänner, Zünfte, Vereine und als Stätte für Familienfeste. Nach dem Zweiten Weltkrieg wurde das Gebäude teilweise als Schule benutzt (siehe: Rhenanus-Schule#Geschichte). Im Jahr 1972 wurde das Gebäude erneuert und saniert.

### Heutige Nutzung
Heute dient das Hochzeitshaus als Veranstaltungs- und Tagungsort sowie als Sitzungsort der Gemeindevertretung. Es ist außerdem Sitz von Schiedsmann und Ortsgericht. Darüber hinaus kann das antike Trauzimmer für Hochzeiten gebucht werden.

## Architektur
Das Hochzeitshaus ist ein zweigeschossiges Fachwerkhaus, das auf einem hohen Sandsteinsockel ruht.

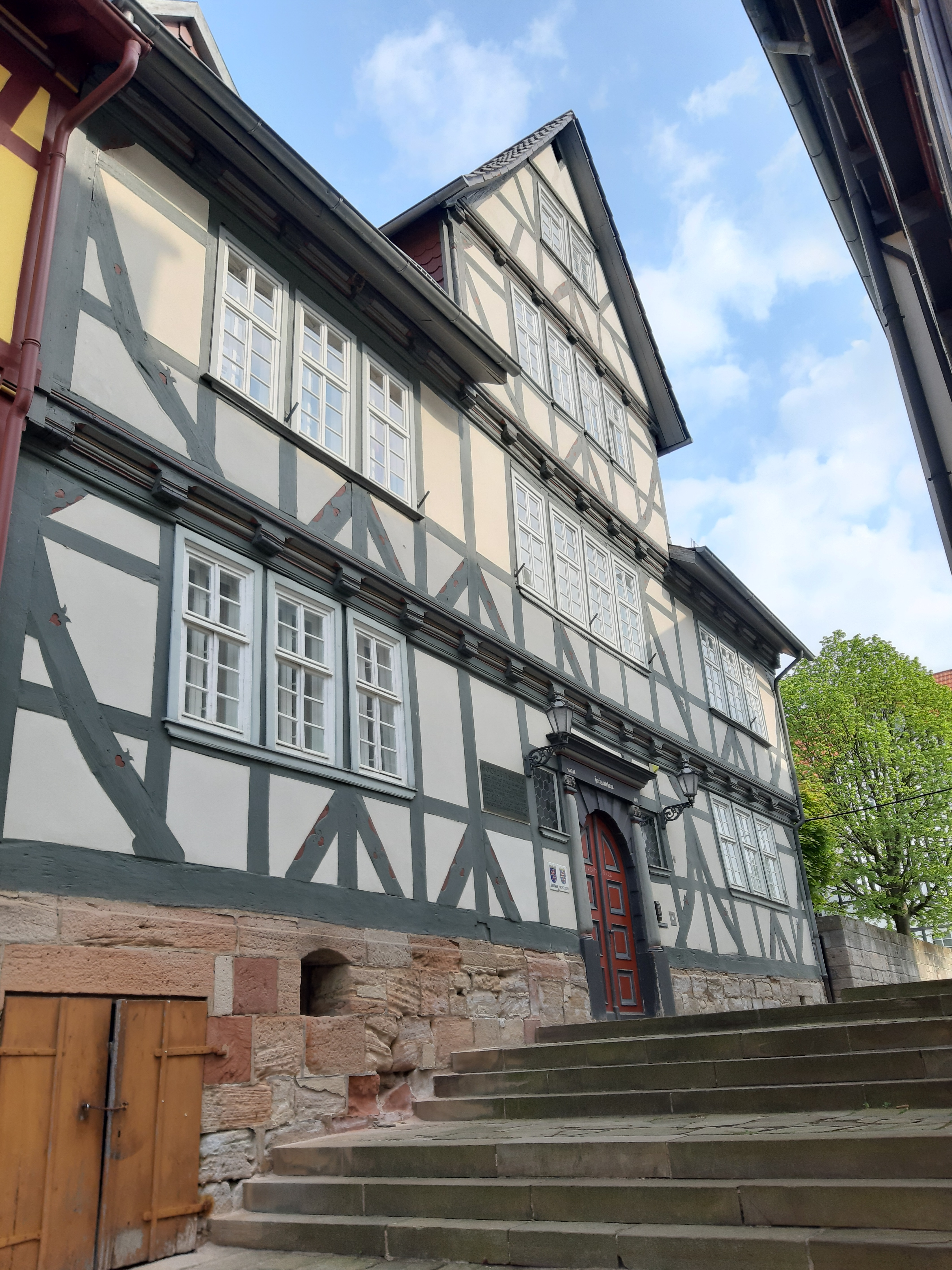
Ansicht vom Marktplatz aus
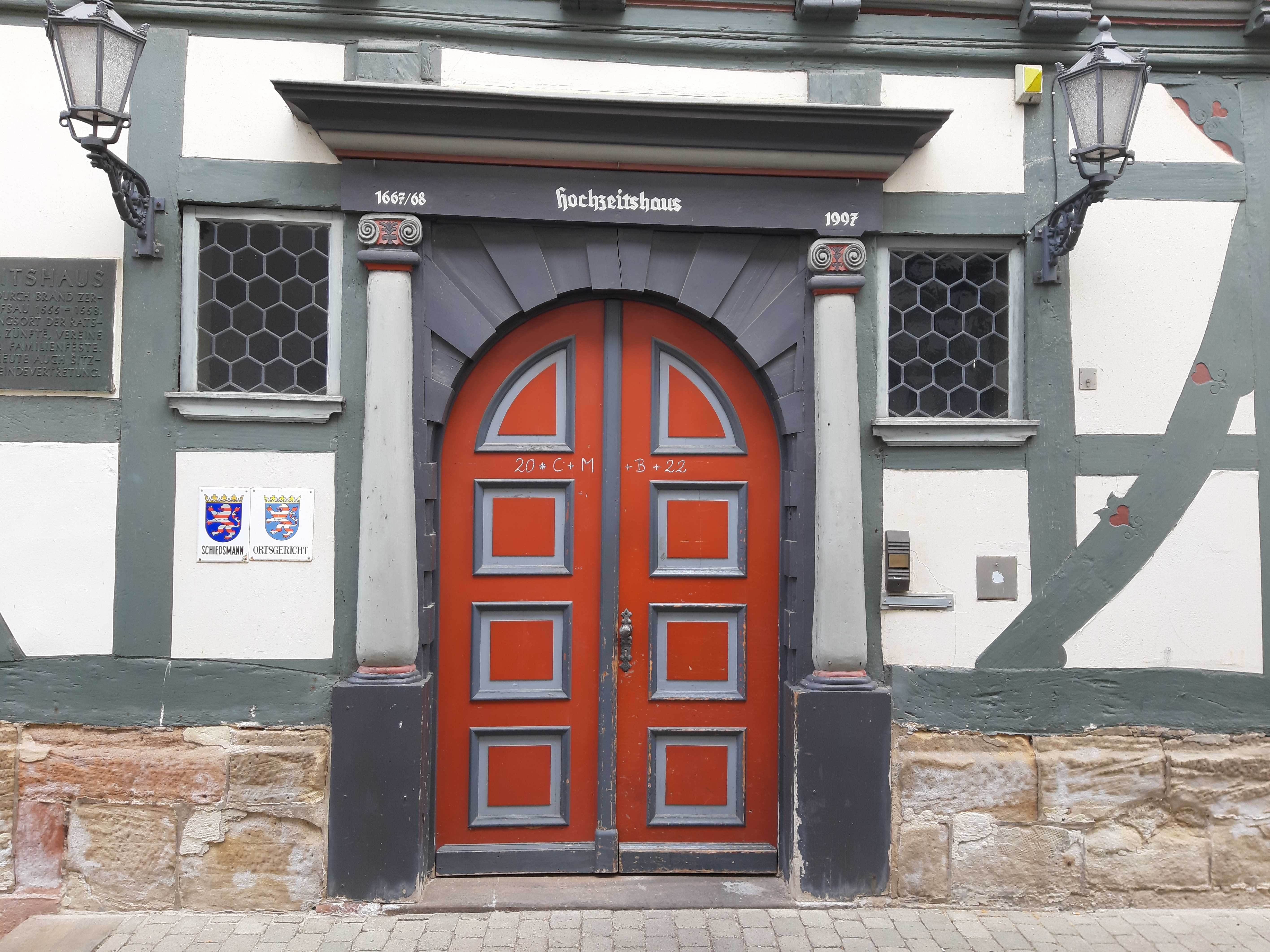
Portal mit ionischen Säulen
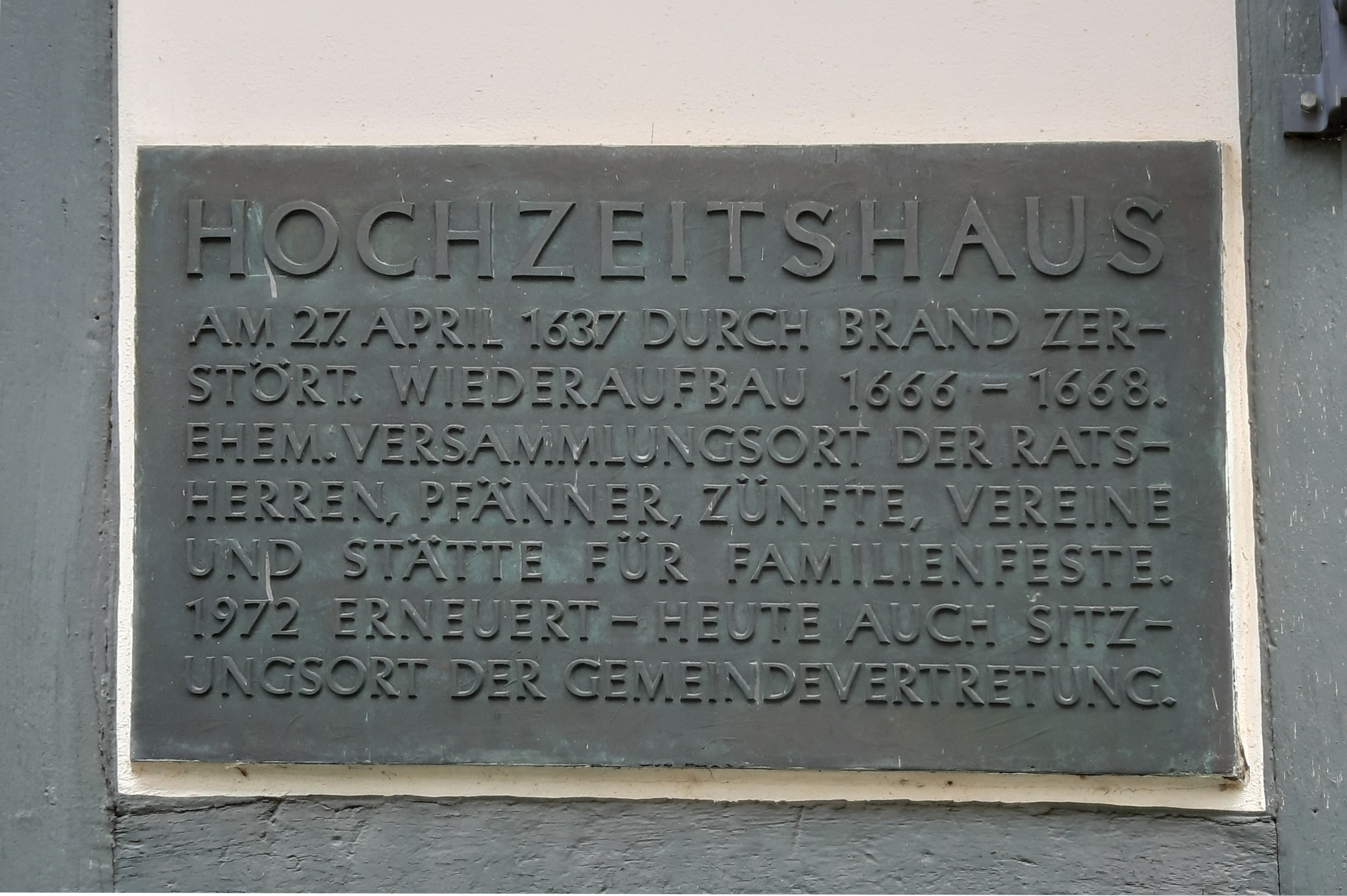
Gedenktafel neben dem Portal (Detailansicht)